# NGC 3930
NGC 3930 је спирална галаксија у сазвежђу Велики медвед која се налази на NGC листи објеката дубоког неба.
Деклинација објекта је + 38° 0' 52" а ректасцензија 11h 51m 45,7s. Привидна величина (магнитуда) објекта NGC 3930 износи 12,5 а фотографска магнитуда 13,2. Налази се на удаљености од 18,5000 милиона парсека од Сунца. NGC 3930 је још познат и под ознакама UGC 6833, MCG 6-26-45, CGCG 186-59, KUG 1149+382, PGC 37132.